# California State Route 15
Die California State Route 15 (kurz CA 15) ist eine State Route im US-Bundesstaat Kalifornien, die in Nord-Süd-Richtung verläuft.
Die State Route beginnt an der Interstate 5 in San Diego und endet am Kreuz zwischen den Intersates 8 und 15. Sie trifft auf die Interstate 805 und die California State Route 94.
Von 1934 bis zur Neuvergabe der Nummern 1964 führte die CA 15 von San Pedro nach Pasadena. Diese Strecke wurden dann zur California State Route 7.
Ab dem Kreuz mit der I-8 und I-15 folgt die Straße der 40th Street und dem Wabash Boulevard. Der letzte Abschnitt wurde erst im Jahr 2001 fertiggestellt. Bis zu diesem Zeitpunkt wurde die State Route oft 40th Street Freeway genannt.
Möglicherweise wird die Straße zur I-15 hinaufgestuft, nachdem das Kreuz mit der CA 94 im Jahr 2008 auf Interstate Standard ausgebaut wird. Zurzeit gibt es zum Beispiel noch Abfahrten, die nicht der Vorgabe der Interstates entsprechen.